# 루치나 빈니츠카
루치나 빈니츠카(Lucyna Winnicka, 1928년 7월 14일 ~ 2013년 1월 22일)는 폴란드의 배우이다.

## 출연 작품
- 《야간열차》 (1959)
- 25명의 소방관의 거리 (1973)
- 사랑에 관한 영화 (1970)
- 조앤 오브 더 엔젤스 (1961)
- 고요한 행성 (1960)